# Void Linux
Void Linux es una distribución Linux independiente que utiliza el gestor de paquetes XBPS (X Binary Package System), diseñado e implementado desde cero, y el sistema de iniciación runit. Excluyendo los blobs binarios del kernel, la instalación base se compone enteramente de software libre, pero los usuarios pueden acceder a un repositorio oficial no libre para instalar software propietario.

## Historia
Void Linux fue creado en 2008 por el español Juan Romero Pardines, antiguo gestor de NetBSD, para disponer de un medio en el que probar el gestor de paquetes XBPS. La capacidad para crear paquetes de forma nativa a partir de fuentes usando xbps-src es algo posiblemente inspirado por BSD.
En junio de 2018, después de unos meses sin noticias del fundador del proyecto, se mudó el repositorio en GitHub, y empezó el proceso de mudanza del sitio web.
En junio de 2022, Void es el tercer proyecto mejor valorado en DistroWatch con una puntuación de 9,1 sobre 10.

## Características
Void supone una notable excepción frente a la mayoría de distribuciones Linux al utilizar runit como sistema de inicialización en lugar del más común systemd que emplean otras distribuciones, incluyendo Arch Linux, CentOS, Debian, Fedora, Mageia o Ubuntu. También es única frente a otras distribuciones al ofrecer medios de instalación que admiten tanto glibc como musl como librería C.
Void es asimismo la primera distribución en incorporar LibreSSL por defecto como librería criptográfica del sistema. En febrero de 2021, el equipo de Void Linux anunció el cambio a OpenSSL el 5 de marzo de 2021. Entre las razones se encontraban el problemático proceso de parcheo del software que fue escrito principalmente para trabajar con OpenSSL, el soporte para algunas optimizaciones y el acceso más temprano a los algoritmos más nuevos. El cambio a OpenSSL comenzó en abril de 2020 en la incidencia de GitHub del repositorio void-packages donde se ha producido la mayor parte de la discusión.
Debido a su naturaleza como rolling release, un sistema basado en Void puede incorporar en todo momento las últimas actualizaciones en forma de paquetes binarios descargados mediante su gestor de paquetes. Los paquetes con las fuentes se encuentran hospedados en GitHub y pueden compilarse con un script que va incluido. El proceso de compilación no está ligado al sistema actual; pueden también generarse paquetes para otras arquitecturas.
Desde abril de 2017, Void Linux es compatible con Flatpak, que permite la instalación de los últimos paquetes de los repositorios upstream.
Jesse Smith, de DistroWatch, mencionó los bajos tiempos de arranque, que atribuyó a runit, aunque también criticó como puntos negativos la documentación y la escasez de pruebas previas a la publicación del software. El manual oficial es la principal fuente de documentación para los usuarios finales.

## Ediciones
Void Linux puede descargarse como imagen base o como imagen de sabor. La imagen base contiene poco más que programas básicos, que los usuarios pueden configurar por sí mismos. La imagen de sabor contiene un entorno de escritorio Xfce preconfigurado. Cinnamon, Enlightenment, LXDE, LXQt, MATE y GNOME solían ofrecerse como imágenes en vivo preempaquetadas, pero ya no se ofrecen "para disminuir la sobrecarga que conllevan las pruebas".
Estas imágenes incluyen un instalador con una interfaz basada en ncurses. El shell por defecto para el usuario raíz es Dash.
| Plataforma                                                            | musl | glibc | Xfce |
| i686                                                                  | No   | Sí    | Sí   |
| x86_64                                                                | Sí   | Sí    | Sí   |
| beaglebone cubieboard 2 ODROID C2/U2/U3 Raspberry Pi 1/2/3 USB Armory | Sí   | Sí    | No   |

## Bifurcaciones
Void Linux para PowerPC/Power ISA (no oficial) Archivado el 30 de octubre de 2020 en Wayback Machine. es un fork de Void Linux para PowerPC y Power ISA. Soporta dispositivos de 32 y 64 bits, operación big-endian y little-endian, y musl y glibc. Void-ppc mantiene su propia infraestructura de construcción y repositorios de paquetes, y pretende construir todos los paquetes de Void Linux en todos los objetivos. Es una bifurcación en gran parte debido a problemas técnicos con la infraestructura de construcción de Void Linux.

## Derivados
Project Trident fue la primera distribución de Linux basada en Void Linux, pero desde entonces ha sido descontinuada.